# Station Saint-Avold
Station Saint-Avold is een spoorwegstation in de Franse gemeente Saint-Avold.
In 1851 werd de lijn Metz-Saint-Avold geopend en het jaar erop de lijn Saint-Avold-Forbach-Saarbrücken.

## Treindienst
| Serie           | Treinsoort | Route                                                                                 | Bijzonderheden |
| --------------- | ---------- | ------------------------------------------------------------------------------------- | -------------- |
| TER 23700       | TER (SNCF) | Metz-Ville – Rémilly – Faulquemont – Saint-Avold – Béning – Forbach                   |                |
| TER 88800 RE 18 | TER (SNCF) | Metz-Ville – Rémilly – Faulquemont – Saint-Avold – Béning – Forbach – Saarbrücken Hbf |                |